# Ikozaedrski graf
Ikozaedrski graf je v teoriji grafov poliedrski graf – graf oglišč in robov ikozaedra. Ima 12 točk, ki odgovarjajo ogliščem telesa, in 30 povezav, ki odgovarjajo njegovim robovom. Je kvintični platonski graf, razdaljnoregularen, 5-točkovnopovezan, 5-povezavnopovezan, točkovnoprehoden, povezavnoprehoden in celoštevilski. Je povezavni graf dodekaedrskega grafa.
|  |  |  |